# Karin Viard

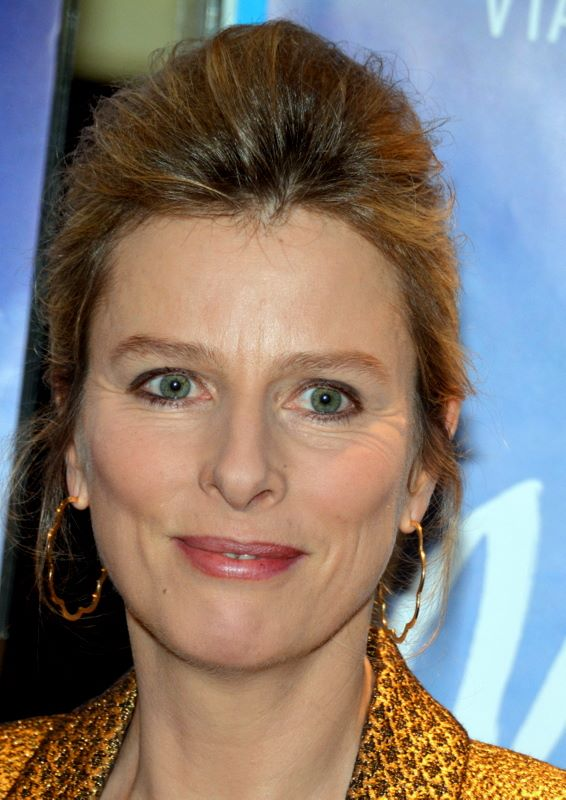
Karin Viard, 2014

Karin Viard (* 24. Januar 1966 in Rouen, Département Seine-Maritime) ist eine französische Schauspielerin. Seit den 1980er Jahren hat sie in über 80 Film- und Fernsehproduktionen mitgewirkt. Für Haut les cœurs! (2000) und Küss mich, wenn du willst (2002) wurde sie jeweils mit dem französischen Filmpreis César ausgezeichnet.

## Leben

### Jugend und Ausbildung
Karin Viard wurde 1966 in der Hafenstadt Rouen geboren. Die Tochter des Leiters einer Ölbohrplattform verbrachte ihre Kindheit überwiegend bei den Großeltern, die sie auch unterrichteten. Auf dem Konservatorium in Rouen kam sie mit der Schauspielerei in Berührung, als sie bei mehreren Theaterstücken mitwirkte. Als 17-Jährige verließ sie ihre Heimatstadt und ging nach Paris mit dem Ziel, Schauspielerin zu werden. Mit einem Stenotypistinnendiplom und mehreren Theaterkursen im Rücken nahm sie in der französischen Hauptstadt an den Schauspielkursen von Vera Gregh und Blanche Salant teil. Es folgten Auftritte in Kurzfilmen und in französischen Fernsehserien, ehe sie 1990 mit der Nebenrolle der Agathe in Étienne Chatiliez’ Komödie Tante Daniele erstmals auf sich aufmerksam machte. Größere Bekanntheit erlangte sie ein Jahr später mit Marc Caros und Jean-Pierre Jeunets Film Delicatessen (1991). In der rabenschwarzen Komödie um eine skurrile Hausgemeinschaft ist sie als wohlgenährte Mätresse eines kannibalischen Metzgers (gespielt von Jean-Claude Dreyfus) zu sehen. Caros und Jeunets Spielfilmdebüt wurde von den Kritikern mit Lob überschüttet und im Jahr darauf gleich in vier Kategorien mit dem wichtigsten französischen Filmpreis César prämiert.
Nach dem Erfolg von Tante Daniele und Delicatessen bekam Viard vermehrt Angebote für Hauptrollen im französischen Fernsehen. Auch im Kino erhielt sie nach Nebenrollen in Claire Devers’ Kriminalfilm Max & Jérémie und Cédric Klapischs Komödie Kleine Fische, große Fische (beide 1992) von dem Regiedebütanten Xavier Durringer ihre erste Hauptrolle. In dessen Tragikomödie La nage indienne (1993) gab Viard an der Seite von Gérald Laroche und Antoine Chappey die nonchalante Stripteasetänzerin Clara und überzeugte in dieser Rolle die französische Kritik von ihrer Wandelbarkeit. Mit 28 Jahren wurde sie 1994 für den César als beste Nachwuchsdarstellerin nominiert, der Preis ging jedoch an Valeria Bruni Tedeschi in Verrückt – nach Liebe. Im Jahr darauf wurde Viard auf dem Festival International du Film Francophone im belgischen Namur für ihren Part in Seitensprung für Anfänger als beste Darstellerin ausgezeichnet. In der Tragikomödie von Christine Pascal, die 24 Stunden im Alltag einer Großstadtbeziehung beleuchtet, spielte sie die sich nach Liebe verzehrende Ehefrau von Vincent Cassel.
Privat kämpfte sie zu dieser Zeit damit, ihren beruflichen Erfolg zu verarbeiten; sie legte stark an Gewicht zu. Mit Nebenrollen in den Dramen Trennung, Der Lieblingssohn oder Haß, in denen sie an der Seite von so bekannten Schauspielkollegen wie Isabelle Huppert, Daniel Auteuil, Gérard Lanvin oder Jean-Marc Barr agierte, konnte sie nicht an den Erfolg ihrer Paraderolle in La nage indienne anknüpfen. Dies gelang ihr erst drei Jahre später mit Philippe Harels Singles unterwegs. In dieser Komödie um eine Pariser Clique, die eine Bergtour auf Korsika unternimmt, spielt Viard die alleinstehende, frustrierte Cora, die auf diesem Trip endlich ihren Traummann treffen möchte. Für die mit leichter Hand und ironischen Tupfern entwickelte, unspektakulär inszenierte Alltagsgeschichte erhielt sie ihre zweite César-Nominierung, diesmal als beste Nebendarstellerin.

### Erfolg in Hauptrollen

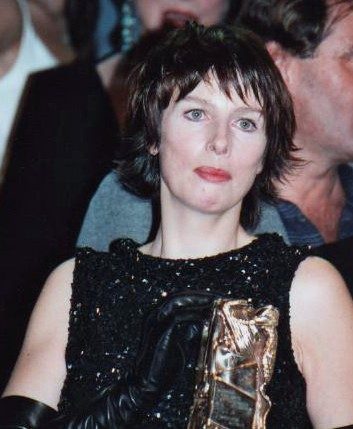
Karin Viard mit dem César für Haut les cœurs! (2000)

Nachdem sie ab Anfang der 1990er Jahre pausenlos vor der Kamera gestanden hatte, machte Viard 1999 mit zwei Hauptrollen auch international auf sich aufmerksam. In Sólveig Anspachs Drama Haut les cœurs! mimte sie die junge Emma, die gerade ihr erstes Kind erwartet. Als bei der werdenden Mutter Brustkrebs diagnostiziert wird, verweigert sie sich einem Schwangerschaftsabbruch und begibt sich stattdessen in die Hände eines Arztes, der ihr nach und nach ihr Selbstvertrauen zurückgibt. In Catherine Corsinis Komödie Die neue Eva verkörperte Viard die Anti-Heldin Camille, die sich in Beziehungen mit Männern und Frauen flüchtet. Die New York Times lobte sie für ihr außergewöhnlich einfühlsames Porträt der Eva und ihre erstaunliche Natürlichkeit. Viard wurde im Jahr 2000 auf dem New Yorker B-Movie Film Festival als beste Hauptdarstellerin ausgezeichnet. Für Haut les cœurs! setzte sie sich bei der César-Verleihung 2000 in der Kategorie Beste Hauptdarstellerin gegen so renommierte Kolleginnen wie Sandrine Bonnaire (Est-Ouest – Eine Liebe in Russland) oder Nathalie Baye (Schöne Venus) durch – zudem wurde sie mit dem Prix Lumières sowie dem Suzanne-Bianchetti-Preis als beste französische Nachwuchsdarstellerin und dem Darstellerpreis auf dem Montreal World Film Festival ausgezeichnet.
Nach diesem Erfolg erhielt sie Hauptrollen in Komödien wie in Dramen unter der Regie von so bekannten französischen Regisseuren wie Josiane Balasko, Michel Blanc, Constantin Costa-Gavras oder Tonie Marshall. Für Blancs Tragikomödie Küss mich, wenn du willst erhielt sie 2003 ihren zweiten César (Beste Nebendarstellerin). Eine weitere Nominierung als beste Hauptdarstellerin folgte 2005 für ihre Rolle als unscheinbare Assistentin einer bekannten Filmschauspielerin (gespielt von Agnès Jaoui) in François Favrats Drama Le rôle de sa vie. 2006 arbeitete sie für das romantische Drama Die Verlegerin und der Autor ein zweites Mal mit Catherine Corsini zusammen, als erfolgreiche Verlegerin, die sich eines jungen Autors (gespielt von Éric Caravaca) annimmt. Bis 2009 folgten acht weitere Spielfilmproduktionen, darunter die Rolle einer geschwätzigen Bäckereiverkäuferin in Cédric Klapischs Ensemblefilm So ist Paris (2008, César-Nominierung als beste Nebendarstellerin) sowie die Fortsetzung von Singles unterwegs, die unter dem Titel Les randonneurs à Saint-Tropez wiederum von Philippe Harel verfilmt wurde. Eine weitere César-Nominierung als beste Hauptdarstellerin erhielt sie für ihre Darstellung der gerade geschiedenen Polizistin Nadine in Maïwenns Film Poliezei, der über den Alltag einer Einheit der Jugendschutzpolizei in Paris berichtet.
Im Jahr 2015 gewann sie den Prix Lumières als Beste Darstellerin gleich zweimal: für ihre Rolle in Treibsand (2013) und für Verstehen Sie die Béliers? (2014).
2003 gehörte sie zusammen mit Patrice Chéreau, Jean Rochefort, Meg Ryan und Steven Soderbergh der Wettbewerbsjury der Filmfestspiele von Cannes an. Neben ihrer Arbeit in Film und Fernsehen machte sie sich auch als Theaterschauspielerin einen Namen. Auf der Bühne trat sie unter anderem in Inszenierungen von Molières Tartuffe oder Paul Emonds Inaccessibles amours in Erscheinung.

### Privat
Karin Viard ist zweifache Mutter.

## Filmografie (Auswahl)
- 1990: Tante Daniele (Tatie Danielle)
- 1991: Delicatessen
- 1992: Kleine Fische, große Fische (Riens du tout)
- 1993: La nage indienne
- 1994: Emporte-moi – Nimm mich mit (Emmène-moi)
- 1994: Trennung (La séparation)
- 1994: Der Lieblingssohn (Le fils préféré)
- 1995: Seitensprung für Anfänger (Adultère, mode d’emploi)
- 1996: Le journal du séducteur
- 1996: Fourbi
- 1997: Singles unterwegs (Les randonneurs)
- 1997: Ich versteh’ nicht, was man an mir findet (Je ne vois pas ce qu’on me trouve)
- 1999: Die neue Eva (La nouvelle Eve)
- 1999: Das Liebesdrama von Venedig (Les enfants du siècle)
- 1999: Haut les cœurs!
- 2000: Die Sache mit dem Sex & der Liebe (La parenthèse enchantée)
- 2001: Kinder der Furcht (Un jeu d’enfants)
- 2001: Auszeit (L’emploi du temps)
- 2001: Reines d’un jour
- 2002: Küss mich, wenn du willst (Embrassez qui vous voudrez)
- 2003: France boutique
- 2004: Le rôle de sa vie
- 2005: Wie in der Hölle (L’enfer)
- 2005: Die Axt (Le couperet)
- 2006: Die Verlegerin und der Autor (Les ambitieux)
- 2007: La tête de maman
- 2007: La vérité ou presque
- 2007: La face cachée
- 2008: So ist Paris (Paris)
- 2008: Les randonneurs à Saint-Tropez
- 2008: Baby Blues
- 2009: Die letzten Tage der Menschheit (Les derniers jours du monde)
- 2009: Le bal des actrices
- 2009: Affären à la carte (Le code a changé)
- 2010: Das Schmuckstück (Potiche)
- 2010: Nichts zu verzollen (Rien à déclarer)
- 2011: Mein Stück vom Kuchen (Ma part du gâteau)
- 2011: Poliezei (Polisse)
- 2011: Familientreffen mit Hindernissen (Le skylab)
- 2012: Sag, dass du mich liebst (Parlez-moi de vous)
- 2013: Eine Hochzeit und andere Hindernisse (Des gens qui s’embrassent)
- 2013: Treibsand (Lulu femme nue)
- 2013: Liebe ist das perfekte Verbrechen (L’amour est un crime parfait)
- 2014: Week-ends
- 2014: Verstehen Sie die Béliers? (La famille Bélier)
- 2015: Belles familles
- 2015: 21 Nächte mit Pattie (Vingt et une nuits avec Pattie)
- 2015: Lolo – Drei ist einer zu viel (Lolo)
- 2015: Madame Christine und ihre unerwarteten Gäste (Le grand partage)
- 2016: Das unerwartete Glück der Familie Payan (Le petit locataire)
- 2016: Die Besucher – Sturm auf die Bastille (Les Visiteurs – La Révolution)
- 2017: Die Neiderin (Jalouse)
- 2018: Les chatouilles
- 2018: Bécassine!
- 2019: Dann schlaf auch du (Chanson douce)
- 2019–2020: Calls (Fernsehserie, 3 Episoden)
- 2020: Les apparences
- 2020: Der Ursprung der Welt (L’origine du monde)
- 2021: Tokio bebt (Tokyo Shaking)
- 2022: Maria träumt (Maria rêve)
- 2023: Une nuit (auch Drehbuch)
- 2023: Magnificat
- 2023: Wow! (Wahou!)
- 2023: Adieu Chérie – Trennung auf Französisch (Nouveau départ)
- 2023: Madame de Sévigné
- 2024: Dans l’Ombre  (Fernsehserie, 6 Episoden)
- 2024: Last Breath (Le dernier souffle)

## Auszeichnungen

### César
- 1994: nominiert als beste Nachwuchsdarstellerin für La nage indienne
- 1998: nominiert als beste Nebendarstellerin für Singles unterwegs
- 2000: Beste Hauptdarstellerin für Haut les cœurs!
- 2003: Beste Nebendarstellerin für Küss mich, wenn du willst
- 2005: nominiert als beste Hauptdarstellerin für Le Rôle de sa vie
- 2009: nominiert als beste Nebendarstellerin für So ist Paris
- 2011: nominiert als beste Nebendarstellerin für Das Schmuckstück
- 2012: nominiert als beste Hauptdarstellerin für Poliezei
- 2015: nominiert als beste Hauptdarstellerin für  Verstehen Sie die Béliers?
- 2016: nominiert als beste Nebendarstellerin für 21 Nächte mit Pattie
- 2018: nominiert als beste Hauptdarstellerin für Die Neiderin
- 2019: Beste Nebendarstellerin für Les chatouilles
- 2020: nominiert als beste Hauptdarstellerin für Dann schlaf auch du

### Weitere
B-Movie Film Festival
- 2000: Beste Hauptdarstellerin für Die neue Eva

L’Etoile du Rire – Festival International du Film de Comédie et d’Humour de l’Alpe d’Huez
- 2007: Darstellerpreis für Die Verlegerin und der Autor

Globe de Cristal
- 2012: Beste Darstellerin für Poliezei (gemeinsam mit Marina Foïs)
- 2018: Beste Darstellerin für Die Neiderin

Prix Lumières
- 2000: Beste Darstellerin für Haut les cœurs!
- 2015: Beste Darstellerin für Treibsand und Verstehen Sie die Béliers?

Montreal World Film Festival
- 2004: Beste Hauptdarstellerin für Die neue Eva

Festival International du Film Francophone de Namur
- 1995: Beste Darstellerin für Seitensprung für Anfänger

Prix SACD
- 1995: Suzanne-Bianchetti-Preis